# Sand Hill River (Labrador)
Der Sand Hill River ist ein etwa 85 km langer Zufluss der Labradorsee im Osten von Labrador in der kanadischen Provinz Neufundland und Labrador.

## Flusslauf
Der Sand Hill River entspringt auf einer Höhe von 370 m etwa 40 km südlich der Sandwich Bay. Der Sand Hill River fließt anfangs 25 km in nördlicher, später nordnordöstlicher Richtung. Später wendet sich der Fluss nach Osten. Im Unterlauf, nach etwa 25 km, ändert der Sand Hill River seine Richtung nach Nordost. Am Unterlauf liegen mehrere Seen. Schließlich mündet der Fluss in die Sand Hill Cove, einer kleinen Bucht an der Ostküste der Labrador-Halbinsel. Die Flussmündung liegt etwa 45 km ostsüdöstlich der Gemeinde Cartwright. Der Sand Hill River entwässert ein Areal von 1142 km².

## Flussfauna
Im Fluss kommen folgende Fischarten vor: Atlantischer Lachs, Wandersaibling, Amerikanischer Aal, die Saugkarpfen-Art Catostomus commersonii (white sucker), Dreistachliger und Neunstachliger Stichling, Alosa pseudoharengus (alewife) sowie Arktischer Stint. Der Lachsbestand im Flusssystem gilt als nicht bedroht.